# Simone Bastoni
Simone Bastoni (ur. 5 listopada 1996 w La Spezii) – włoski piłkarz występujący na pozycji obrońcy we włoskim klubie Cesena. W trakcie swojej kariery grał także w takich zespołach, jak Siena, Carrarese, Trapani oraz Novara. Młodzieżowy reprezentant Włoch.